# Дамас-Крю, Луи-Этьен-Франсуа де
Граф Луи-Этьен-Франсуа де Дамас-Крю (фр. Louis-Etienne-François de Damas-Crux; 4 октября 1735, Крю-ла-Виль — 3 июля 1814, Париж) — французский генерал.

## Биография
Сын графа Луи-Александра де Дамас-Крю и Мари-Луизы де Мену.
Барон де Демен и де Ла-Коллансель.
Был менином при дофине. Капитан пехотного полка Фламарана, полковник полка Фуа (15.02.1761), затем Лимузенского полка (12.1762) и Вексенского полка. Бригадир пехоты (3.01.1770), кампмаршал (1.03.1780). Был командующим в Трех епископствах до эпохи революции.
8 июня 1783 пожалован в рыцари орденов короля, цепь ордена Святого Духа получил 1 января 1784.
Эмигрировал в 1792 году, командовал ротой дворян-эмигрантов, участвовавшей под командованием маркиза д'Отишана в феврале 1793 в обороне Маастрихта от революционных войск. В 1794 году был выбран Месье, регентом королевства, и графом д'Артуа в качестве наставника юного герцога Беррийского, начавшего свою военную карьеру. Участвовал вместе с принцем в кампаниях армии Конде, пока в 1799 году не был назначен почетным рыцарем Мадам, вышедший замуж за герцога Ангулемского. Служил этой принцессе в России и Англии.
Вернулся во Францию в свите короля в 1814 году, стал рыцарем Большого креста ордена Святого Людовика, первым дворянином Палаты герцога Ангулемского и генерал-лейтенантом (22.06.1814). Будучи тяжело больным, 2 июля 1814 был назначен пэром Франции и умер на следующий день во дворце Тюильри.

## Семья
1-я жена (15.02.1768): Луиза-Огюстина-Тереза де Брольи (16.03.1753—13.12.1771), старшая дочь герцога Виктора-Франсуа де Брольи, маршала Франции, и Луизы-Огюстины-Сальбиготон де Кроза де Тьер. Брак бездетный
2-я жена (1773): Элали-Ксавьера де Таларю (27.08.1751—1.05.1774), придворная дама графини Прованской, дочь Сезара-Мари де Таларю, маркиза де Шальмазеля, и Мари-Жюстин де Сассенаж
Дочь:
- Мари-Агата-Луиза (р. 6.02.1774)

3-я жена (30.11.1775): Софи-Жозефина-Антуанетта де Линьи (ум. 23.07.1785), дочь графа Шарля-Адриена де Линьи, кампмейстера кавалерии, и Элизабет-Жанны де Ларош-Фонтениль де Рамбюр
Дети:
- Элизабет-Шарлотта (5.12.1776—2.08.1827), дама-компаньонка (1815—1827) дофины Марии Терезы. Муж (4.01.1802): Арман II Луи Шарль де Гонто (1771—1851), маркиз де Бирон, пэр Франции
- Огюст-Луи (12.05.1778—20.12.1779)
- Эмили-Франсуаза (19.09.1780—31.01.1784)